# William Trent (Stadtgründer)
William Trent (* um 1653 möglicherweise in Inverness; † 25. Dezember 1724) war ein schottischer Einwanderer und gilt als Gründer und Namensgeber der US-amerikanischen Stadt Trenton in New Jersey. Er wurde in der damaligen, britischen Kolonie ein wohlhabender Kaufmann und errichtete ein Landhaus am Fluss Delaware, aus welchem durch weitere Ansiedlungen die heutige Landeshauptstadt Trenton entstanden ist.

## Leben
Über William Trents Herkunft ist wenig bekannt. Ungesicherte Quellen nennen als seinen Geburtsort Inverness in Schottland und weisen sein Geburtsjahr um das Jahr 1653 aus. Sicher ist, dass er sich im Jahre 1693 in Philadelphia niedergelassen hat und als Kaufmann dort zu Wohlstand gekommen ist. William Trent handelte mit Tabak, Mehl und Pelzen, aber auch mit in Europa angeworbenen Bediensteten. William Trent beteiligte sich auch am Sklavenhandel und transportierte Sklaven aus Afrika und von den Westindischen Inseln. Ab 1704 begann seine Karriere als Politiker und Jurist in der britischen Kolonialverwaltung. Zunächst diente er am Pennsylvania Provincial Council, anschließend wurde er zum Supreme Court of Pennsylvania, dem obersten Gerichtshof von Pennsylvania, berufen. Schließlich wählte man William Trenton in die Provinzregierung, zuletzt als Sprecher des Pennsylvania House of Representatives.
William Trent war zweimal verheiratet. Mit seiner ersten Frau, Mary Burge Trent hatte er vier, mit seiner zweiten Frau, Mary Coddington Trent zwei Kinder. Sein gleichnamiger, jüngster Sohn, William Trent, spielte eine wichtige Rolle im Franzosen- und Indianerkrieg und bei der Eroberung und Landnahme weiter westlich gelegener Teile der britischen Kolonie.
Von 1716 bis 1719 ließ sich William Trent am Fluss Delaware ein Landhaus errichten, was „William Trent House“ genannt wurde. Durch nachfolgende Ansiedlungen vergrößerte sich das Anwesen später zu einer kleinen Ortschaft, welche zunächst „Trent-town“ und nachfolgend Trenton genannt wurde. In der Schlacht von Trenton während des Amerikanischen Unabhängigkeitskrieges, war das „William Trent House“ Schauplatz von Kampfhandlungen. Zu dieser Zeit war es von hessischen Offizieren besetzt, welche im Dienst der britischen Armee standen.
William Trent verstarb plötzlich und unerwartet am Weihnachtsfeiertag im Jahre 1724, sehr wahrscheinlich an einer natürlichen Todesursache, einem Hirnschlag. Drei afrikanische Sklaven wurden jedoch beschuldigt, ihn getötet zu haben und zunächst arrestiert. 1737 wurden die drei Beschuldigten „wegen der Vergiftung William Trents“ zum Tode durch den Strang verurteilt und gehängt.